# Big Sur (livro)
Big Sur é um livro de Jack Kerouac publicado em 1962 que conta o exílio do autor na cabana do amigo e poeta beat Lawrence Ferlinghetti, na região mística de Big Sur na Califórnia.